# 加拿大水面作戰艦
河流級驅逐艦（英文：River-class destroyer），原稱加拿大水面作戰艦（英文：Canadian Surface Combatant）或單一水面作戰計劃（英文：Single Class Surface Combatant Project），2011年10月19日，加拿大政府公布國家造艦採購戰略（NSPS），計劃在2010年代斥資250億加幣（約215億美元）為加拿大皇家海軍建造23艘新型水面作戰艦，其中15艘為取代易洛魁級驅逐艦和哈利法克斯級巡防艦的新型驅逐艦，設計母型為英國皇家海軍的26型巡防艦，並計畫搭載神盾戰鬥系統。

## 歷史
截至2017年12月，加拿大政府共收到以下三份提案：
- 26型巡防艦 英国
- 七省級巡防艦 荷蘭
- 基於阿爾瓦羅·巴贊級巡防艦的F-105號設計 西班牙

2018年11月19日加拿大政府宣布26型巡防艦為優先選擇。
2019年2月8日加拿大政府宣布與得標公司簽訂了600億美元的合約。

## 建造
預計於2020年代初開始建造，首艦於2020年代中期交艦，最後一艘艦計畫於2040年代末期交艦。

## 同型艦
| 艦名                          | 舷號 | 建造船廠                                                | 訂購          | 開工 | 下水 | 服役 | 現況   |
| ----------------------------- | ---- | ------------------------------------------------------- | ------------- | ---- | ---- | ---- | ------ |
| 費雷澤號 HMCS Fraser          | DDGH | 哈利法克斯歐文造船廠 及加拿大洛克希德·馬丁-貝宜系統集團 | 2024年6月28日 |      |      |      | 已訂購 |
| 聖勞倫斯號 HMCS Saint Laurent | DDGH | 哈利法克斯歐文造船廠 及加拿大洛克希德·馬丁-貝宜系統集團 | 2024年6月28日 |      |      |      | 已訂購 |
| 麥肯齊號 HMCS Mackenzie       | DDGH | 哈利法克斯歐文造船廠 及加拿大洛克希德·馬丁-貝宜系統集團 | 2024年6月28日 |      |      |      | 已訂購 |

### 相關
- 加拿大軍事
- 加拿大皇家海軍
- 26型巡防艦 英国（設計母型）
- 亨特級巡防艦 （外銷型）

## 資料來源
1. ↑  . CBC News. 13 November 2013  [20 March 2014]. （原始内容存档于2015-01-08）.
2. ↑  加拿大水面作戰艦（CSC） （页面存档备份，存于）mdc
3. ↑  . CBC News. 19 October 2018  [2019-03-29]. （原始内容存档于2019-03-22）.
4. ↑  . Public Services and Procurement Canada. 19 October 2018  [2019-03-29]. （原始内容存档于2019-03-29）.
5. ↑  Brewster, Murray. . CBC News. 8 February 2019  [17 February 2019]. （原始内容存档于2019-06-22）.
6. ↑  . National Defence and the Canadian Armed Forces.   [14 June 2016]. （原始内容存档于2019-02-26）.
7. ↑  Walsh, Marieke. . Global News. 13 June 2016  [14 June 2016]. （原始内容存档于2019-05-15）.

## 外部連結
- Canadian Surface Combatant（页面存档备份，存于）
- Single-Class Surface Combatant (SCSC)
- Single-Class Surface Combatant (SCSC) project
- Ship Building Project（页面存档备份，存于）